# Grands maîtres des eaux et forêts de Bretagne
La fonction de grand maître des Eaux et forêts de Bretagne existe dès l'époque du duché de Bretagne. Cette fonction perdure près l'incorporation de la Bretagne dans le domaine royal français.

## Liste des grands maîtres des Eaux et forêts de Bretagne
| Dates | Titulaire                    | Ducs de Bretagne, puis rois de France                   | Notes | Blason |
| ----- | ---------------------------- | ------------------------------------------------------- | --- | ------ |
| 1419  | Henri Le Parisy              | Jean V de Bretagne                                      | Écartelé aux 1 et 4 d'argent, fretté de gueules ; aux 2 et 3 d'azur, à la croix losangée d'argent et de gueules |        |
| 1534  | Jean de Saint-Amadour        | François III de Bretagne, fils aîné du roi François Ier | De gueules, à trois têtes de loup d'argent                                                                      |        |
| 1548  | Marc de Carné                | Henri II (roi de France de 1547 à 1559)                 | D'or, à deux fasces de gueules                                                                                  |        |
| 1600  | Victor Binet de la Blottière | Henri IV (roi de France de 1589 à 1610)                 | |        |

- Guillaume de Rosmadec (vers 1540-1608) en 1580 sous le règne de Henri III[1].